# Pico da Vara
Pico da Vara je nejvyšší hora ostrova São Miguel v portugalském souostroví Azory. V okolí hory žije kriticky ohrožený hýl azorský.

## Poloha
Hora leží ve východní části ostrova, v pohoří Serra da Tronqueira, na hranicích obcí Nordeste a Povoação.
Přístup do této oblasti a na horu vyžaduje speciální povolení, které lze získat on-line žádostí.

## Biom
Vegetací dominuje hustý vavřínový les, jehož původ se datuje do lesů třetihor. Lesy mají zvýšený výskyt endemických druhů, včetně keřových rostlin, velkého fenyklu a hustých kapradin. Patří sem cesmína madeirská, cesmína azorská, kalina azorská, jalovec krátkolistý, vavřín azorský, kulcita velká, azorská borůvka a bika (luzula purpureosplendens).
Mezi faunu těchto lesů a křovin patří vzácné suchozemské ptactvo, jako je hýl azorský, endemický na Azorech, jehož útočiště je omezeno především v existujících vavřínových lesích. Tento vzácný pták je považován za ohrožený druh. Kromě hýla je v zóně stanoviště mimo jiné pěnkava azorská.